# Ji-young Yoo

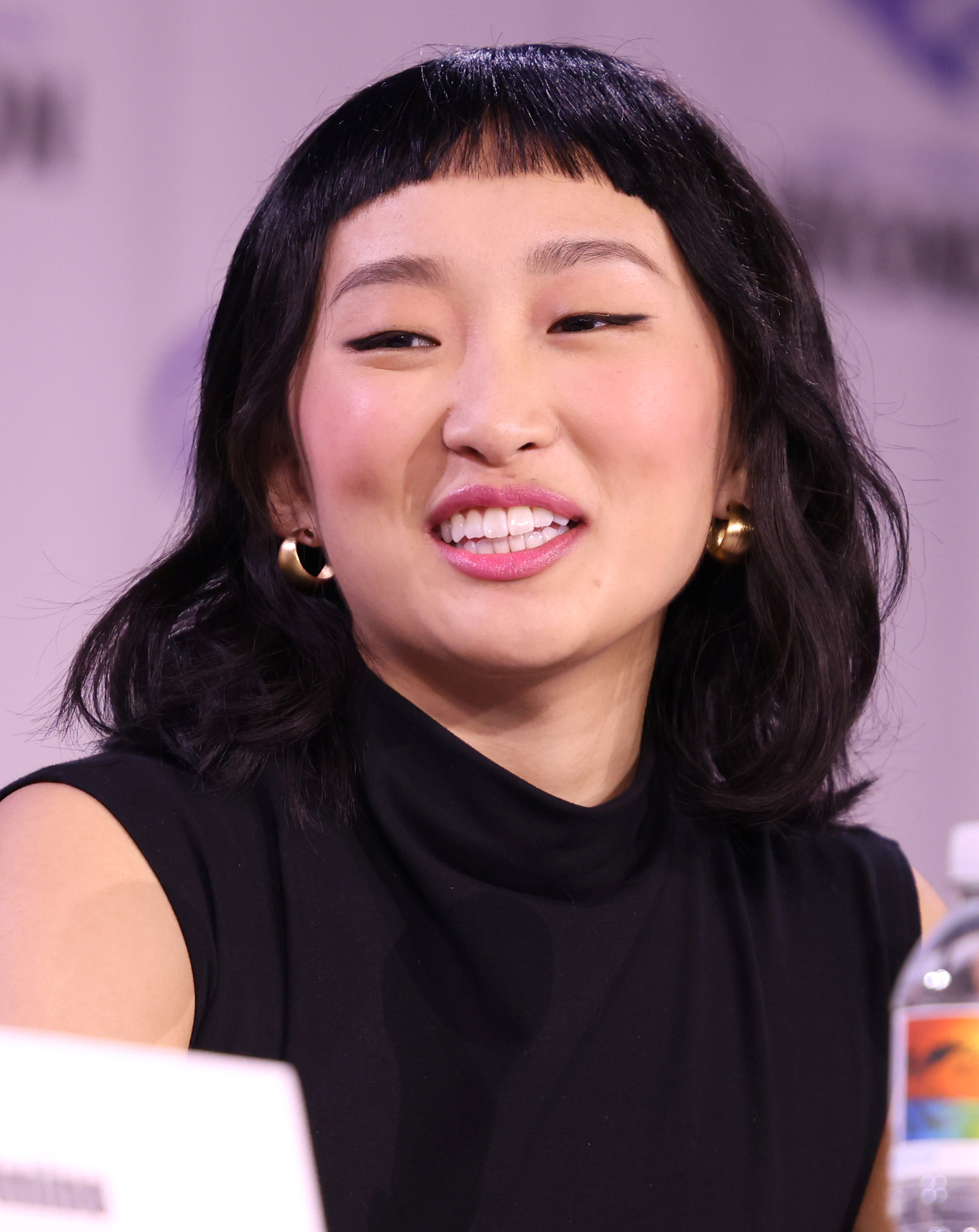
Ji-young Yoo (2025)

Ji-young Yoo (* 2000 in Denver; eigentlich SunHee Seo) ist eine US-amerikanische Schauspielerin koreanischer Abstammung.

## Leben und Karriere
Yoo wurde als Tochter koreanischer Einwanderer in Denver geboren. Sie besuchte die Colorado Academy und studierte anschließend Cinema and Media Studies an der University of Southern California. Zusätzlich absolvierte sie eine Ausbildung am Denver Center for the Performing Arts sowie an der Perry-Mansfield Performing Arts School & Camp.
Ihr Debüt gab sie 2018 in dem Film Moxie. Anschließend war sie 2022 in Über mir der Himmel zu sehen. Unter anderem spielte sie 2024 in Freaky Tales mit. Im selben Jahr wurde sie für die Miniserie Expats gecastet. 2025 wird Yoo in der Verfilmung des Videospiels Until Dawn die Rolle der Megan übernehmen.

## Filmografie
Filme
- 2018: Moxie
- 2022: Über mir der Himmel (The Sky Is Everywhere)
- 2023: Smoking Tigers
- 2024: Freaky Tales
- 2025: Until Dawn
- 2025: KPop Demon Hunters

Serien
- 2024: Expats

## Sprechrollen (Auswahl)
- 2020: Sweet Home (Lee Eun-yoo)
- 2022: We Baby Bears – Bärchen wie wir (We Baby Bears)

## Auszeichnungen

### Gewonnen
- 2023: Tribeca Film Festival in der Kategorie „beste schauspielerische Leistung in einem US-amerikanischen Spielfilm“[6]

### Nominierung
- 2024: Gotham Award in der Kategorie „Herausragende Leistung in einer Miniserie“[7]